# Xin Fengxia
Xin Fengxia (en chino simplificado, 新凤霞; pinyin, Xīn Fèngxiá; Wade-Giles, Hsin Feng-hsia; Suzhou, 1927 – Pekín, 12 de abril de 1998) fue una intérprete de Pingju (un tipo de ópera china), conocida como la «Reina de Pingju». También fue actriz de cine, escritora y pintora. Protagonizó las películas Liu Qiaoer (1956) y Flores como casamenteras (1964), ambas adaptadas de sus óperas.
Estuvo casada con Wu Zuguang, un destacado dramaturgo y abierto crítico de las políticas gubernamentales. Cuando Wu fue denunciado como «derechista» en el conocido como movimiento antiderechista de Mao Zedong, Xin se negó a divorciarse de él y, como resultado, ella misma fue denunciada. Más tarde fue severamente perseguida durante la Revolución Cultural, quedando discapacitada después de una paliza y más tarde quedó paralizada debido a un derrame cerebral. Cuando ya no pudo actuar, dedicó el resto de su vida a enseñar, escribir y pintar. Estudió pintura con su padrino Qi Baishi, un maestro de la pintura china, y escritura con su marido. Publicó sus memorias de dos millones de palabras, que se han traducido al inglés y al urdu.
Xin Fengxia fue pionera en su propio estilo de pingju, ahora llamado estilo «Xin» (que también significa «nuevo»). Se ha convertido en uno de los estilos más importantes de la ópera china. En 2014, el Instituto Pingju de China creó la nueva ópera pingju Xin Fengxia para conmemorar su vida.

## Biografía

### Infancia y juventud
Xin Fengxia nació en 1927 en Suzhou, provincia de Jiangsu, China. Cuando era una niña pequeña, unos traficantes de personas la vendieron en Tianjin, en el norte de China, y le dieron el nombre de Yang Shumin (杨淑敏). Se formó como intérprete de ópera china desde muy joven. En aquella época, el mundo del teatro en China estaba controlado por gánsteres. Los actores, incluso los más famosos, tenían poca libertad personal. Originalmente se formó para la ópera de Pekín con su «hermana mayor» Yang Jinxiang, pero luego cambió para interpretar pingju (una forma de ópera china originaria del norte de China). Realizó giras extensas y en la década de 1940 su fama rivalizaba con la de estrellas femeninas conocidas como Liu Cuixia, Bai Yushuang y Fu Ronghua.

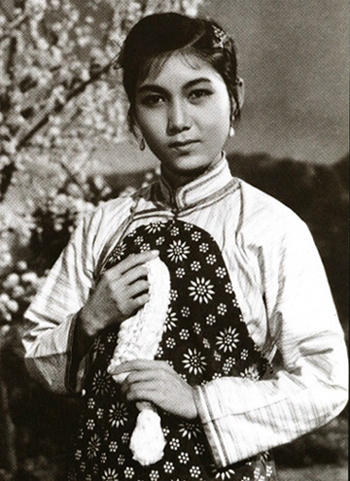
Xin Fengxia en la película Liu Qiaoer (1956)

Tras la proclamación de la República Popular China en 1949, Xin se trasladó a Pekín. Su primera actuación, en uns obra de pingju moderna El matrimonio de la pequeña Erhei, tuvo mucho éxito y atrajo la atención del novelista Zhao Shuli y del conocido escritor Lao She. Su siguiente actuación, en Liu Qiao'er, fue aún más exitosa, convirtiéndola en un nombre muy conocido en China. En la ópera china Flores como casamenteras (Hua Wei Mei), transformó las melodías melancólicas tradicionales del pingju en alegres y enriqueció el repertorio del pingju creando nuevas melodías. Está ópera se considera actualmente un clásico del estilo «Xin pingju». Liu Qiao'er fue llevada al cine en 1956, a la que le siguió Flores como casamenteras  en 1964. Ambas películas estaban protagonizadas por Xin y fueron extremadamente populares. El primer ministro Zhou Enlai y su esposa Deng Yingchao eran grandes admiradores suyos. Zhou dijo una vez: «Puedo vivir sin té durante tres días, pero no sin ver a Xin Fengxia».

### Matrimonio y persecución
En 1951, Lao She presentó a Xin Fengxia al famoso dramaturgo Wu Zuguang. Como muchos intelectuales de la época, Wu albergaba grandes esperanzas en la nueva República Popular y regresó a China desde el Hong Kong británico donde se encontraba exiliado. Xin, que había actuado en una de las obras de Wu, admiraba su talento. Se casaron ese mismo año, a pesar de que provenían de diferentes estratos socioeconómicos: ella no tenía educación formal y era casi analfabeta, mientras que él pertenecía a una prominente familia de eruditos. Wu la ayudó a estudiar lectura, escritura y caligrafía. También estudió pintura con Qi Baishi, uno de los maestros más célebres de la pintura china, quien la tomó como su ahijada.

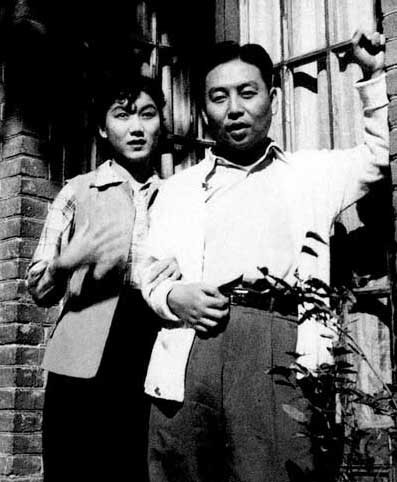
Xin Fengxia y su esposo Wu Zuguang

Wu Zuguang, un crítico abierto de las políticas culturales del gobierno comunista, fue denunciado en 1957 como «derechista» en el conocido como movimiento antiderechista de Mao Zedong, por lo que fue enviado al Gran Desierto del Norte en Heilongjiang para ser «reformado a través del trabajo». Xin fue presionada para que se divorciara de su marido, pero se negó. Citando una legendaria historia de amor de una de sus óperas, dijo: «Wang Baochuan esperó 18 años a Xue Pinggui, yo esperaré 28 años a Wu Zuguang». Como resultado, ella misma fue etiquetada como derechista y pasó por sesiones de lucha.
Wu regresó a Pekín después de tres años de duro trabajo, pero seis años más tarde, China cayó en la agitación aún mayor de la Revolución Cultural, que comenzó en 1966. Xin Fengxia y Wu Zuguang fueron denunciados al principio de este período. Ella fue brutalmente golpeada por un actor joven del Instituto Pingju de China; le rompieron la rodilla izquierda y nunca se recuperó del todo de la lesión. El amigo de la pareja, Lao She, se suicidó ahogándose en el lago de Taiping en Pekín después de ser torturado de manera similar. Después de la paliza que recibió, Xin cumplió siete años de trabajos forzados. En diciembre de 1975, quedó paralítica tras sufrir un derrame cerebral. Se esposo la cuidó durante el resto de su vida.

### Después de la Revolución Cultural
Después de la Revolución Cultural, Xin Fengxia fue rehabilitada políticamente en 1979, pero no pudo volver a los escenarios debido a su discapacidad. Su actuación en Flores como casamenteras en 1964 resultó ser su última interpretación. Dedicó su energía a escribir, pintar y entrenar a la generación más joven de intérpretes de pingju. En 1997, publicó un libro con sus memorias de dos millones de palabras, que fue traducido al inglés y al urdu. Ye Shengtao, el famoso escritor y editor la animó mucho a escribir. Compuso dos poemas en los que elogiaba su valentía y talento. Sus cuadros, decorados con la caligrafía de su marido, también eran populares y se realizó una exposición de ellos en el Museo Militar de China en 1994. Fue elegida miembro de la Conferencia Consultiva Política del Pueblo Chino.
En abril de 1998, mientras visitaba Changzhou, la ciudad natal de su marido, sufrió una hemorragia cerebral. Fue enviada al Hospital Popular n.º 1 de Changzhou, donde murió al cabo de una semana, el 12 de abril de 1998.

## Legado

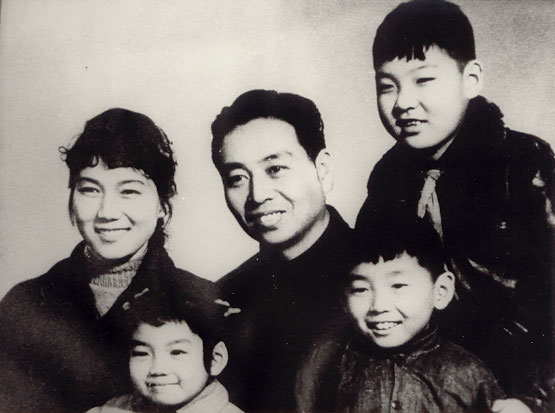
Xin Fengxia (izquierda) junto con su esposo y sus tres hijos

Xin Fengxia y su esposo, Wu Zuguang, tuvieron tres hijos. Su hijo, Wu Huan, también es escritor, pintor y calígrafo. Tras la muerte de Xin en 1998 y de su padre Wu en 2003, organizó la exposición «Cien años de la familia Wu» en el Museo de Arte Poly de Pekín. También se exhibió en Francia, Hong Kong y Taiwán.
El estilo «Xin» de pingju, iniciado por Xin Fengxia, se ha convertido en uno de los estilos más importantes de la ópera china. En 2014, el Instituto Pingju de China creó una nueva ópera titulada Xin Fengxia para conmemorar su vida, centrándose en su reforma de la ópera y en la historia de amor entre Xin y Wu. Está escrita por Huang Weiruo (黄维若) y dirigida por Guo Xiaonan (郭小男).